# Cserebogár-rokonúak
A cserebogár-rokonúak (Melolonthini) a rovarok (Insecta) osztályába tartozó ganajtúrófélék (Scarabaeidae) családjában a cserebogárformák (Melolonthinae) alcsaládjának névadó nemzetsége 15 nemmel.

## Ismertebb Kárpát-medencében élő fajok
- A májusi cserebogár (Melolontha melolontha) Magyarországon a leggyakoribb és legjelentősebb kártevő cserebogárfaj.
- Az erdei cserebogár (Melolontha hippocastani) megjelenése és életmódja is nagyon hasonlít a májusi cserebogáréhoz. Főleg az alföldi tölgyerdőkben károsít.
- A csapó cserebogár (Polyphylla fullo) a Kárpát-medencében homokos talajú élőhelyeken fordul elő. Fejlődési ciklusa 4 éves; mind a négyszer lárva alakban telel át. Főleg a szőlőt, a gyümölcsfák csemetéit, a tölgyeket és a napraforgó károsítja.
- A keleti cserebogár (Anoxia orientalis) is homoktalajokon jellemző. Fejlődési ciklusa ugyancsak 4 éves, és mind a négyszer lárvaként telel át.
- A pusztai cserebogár (Anoxia pilosa) is homoktalajokon él. Fejlődési ciklusa 3 éves; mind a háromszor lárva alakban telel át. Tápnövénye az erdeifenyő.
- Az áprilisi cserebogár (vörhenyes cserebogár, Holochelus aequinoctialis) főleg a sík- és dombvidékek kötöttebb talajain él; a lárva főleg a szántóföldi növények gyökereit fogyasztja. Fejlődési ciklusa 3 éves; harmadszorra a kifejlett bogár telel át, és március-áprilisban rajzik. Az imágó nem táplálkozik.
- A tavaszvégi cserebogár (Rhizotrogus aestivus) szintén a sík- és dombvidékek kötöttebb talajain él; a lárva lágyszárú növények gyökereivel táplálkozik. Fejlődési ciklusa 3 éves; harmadszorra a kifejlett bogár telel át, és májusban rajzik. Az imágó nem táplálkozik.
- A közönséges sárgacserebogár (júniusi cserebogár, Amphimallon solstitialis, Amphimallon solstitiale) közepesen kötött és laza talajokon fordul elő. Két év alatt fejlődik ki; mindkétszer a lárva telel át. Az imágó kártétele minimális.
- A kis sárgacserebogár (Amphimallon assimilis) a júniusi cserebogárhoz hasonlóan az olajlen egyik kártevője.